# Dobbe Stienser Aldlân
De Dobbe Stienser Aldlân (taal: Fries) is een klein natuurgebied in de Nederlandse gemeente Leeuwarden, gelegen ten oosten van het dorp Stiens en ten zuiden van de weg (Trijehoeksdyk) naar de buurtschap Tichelwurk. Het gebied is in beheer bij It Fryske Gea en is alleen op aanvraag te bezoeken.
Het meertje is ontstaan door te diepe afgraving van een voormalige terp. In het verleden werd er veel afval gedumpt. Nadat It Fryske Gea het gebied middels schenking had verkregen, is het met behulp van vrijwilligers opgeknapt. Met name de plaatselijke (jeugd)vogelwacht maakt er gebruik van. Het terrein is bijna geheel begroeid met riet, omzoomd door bomen en struikgewas en omringd door sloten.
De dobbe is alleen toegankelijk aan de oostkant via een (niet publiek) pad. Het gebied fungeert als rustgebied voor dieren in het verder open landschap.

## Naam
Het gebied is plaatselijk ook bekend als De Poel of It Boskje (Het Bosje). Het meertje wordt door de Topografische Dienst van Kadaster Geo-Informatie vermeld als Dobbe. Sinds 15 maart 2007 heeft het water de Friese naam It Puoltsje als de officiële naam.

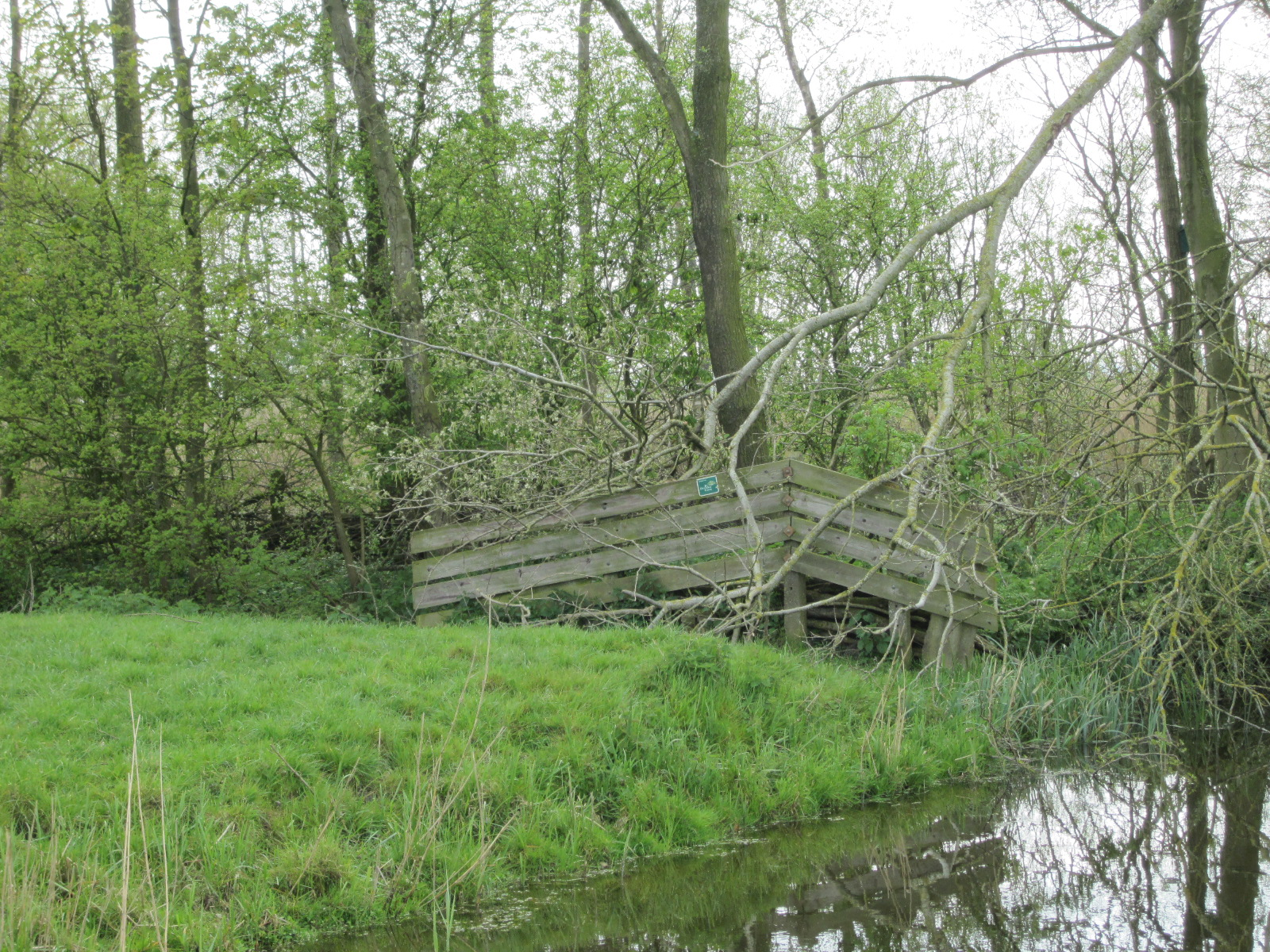

Aeltsjemar
· De Alde Feanen
· Bakkeveense Duinen
· Bancopolder
· Bekhofschaans
· Bjirmen
· Blauhúster Puollen
· Bocht fan Molkwar
· Botmar
· Bouwepet
· Buismans Einekoai
· Bûtenfjild
· Van Coehoornbosk
· Delleboersterheide
· Diakonieveen
· Dobbe Stienser Aldlân
· Dobben Hurdegarypsterwarren
· Dunegeaster- en Follegeasterpolder
· Dyksfearten
· Eanjumerkolken
· Easterskar
· Einekoai Piaam
· Einekoaien Lytse Geast
· De Fluezen
· Grikelân en Turkije
· Grutte Wielen
· Heide Hulstreed
· De Hon
· Huitebuersterbûtenpolder
· Joodse begraafplaats Tacozijl
· Joodse begraafplaats Noordwolde
· Kapellepôle
· Ketelermar
· Ketliker Skar
· Kobbelân
· Lendebos
· Lindevallei
· Liphústerheide
· Makkumersúdmar
· Makkumerwaarden
· Mandefjild
· Martenastate
· Meulebos
· Meulereed
· Mokkebank
· Mûntsebuorsterpolder
· Noard-Fryslân Bûtendyks
· 't Oerd
· Ottema Wiersma reservaat
· Park Huize Olterterp
· Park Jongemastate
· Peazemerlannen
· Petgatten De Feanhoop
· Polders Koarnwert
· Ringwiel
· Rysterbosk
· De Ryp
· Schaopedobbe
· Séfonsterpolder
· Sippen-finnen
· Skiedingsboskje
· Slachtedyk
· Steile Bank
· Stokersdobbe
· Sudermarpolder
· Syp Set
· Taconisbosk
· Tsjongerwâlen
· Teroelster Sipen
· Unlân fan Jelsma
· Van Asperen einekoaien
· Warkumermar
· Warkumerwaard
· 't West
· Wilhelmina-oard
· Ychtenerfeanpolder